# Hallsville (Texas)
Hallsville város az Amerikai Egyesült Államok Texas államában, Harrison megyében. Lakosainak száma 4277 fő (2020. április 1.).

## Népesség
A település népességének változása:

| 2010 | 3 577 |
| 2020 | 4 277 |